# Tatár István (pedagógus)
Tatár István (Csongrád, 1925. június 20. – Makó, 2021. november 20.) magyar pedagógus.

## Életpályája

### Iskolái
1944-ben szerzett tanítói diplomát a kiskunfélegyházi Állami Tanítóképzőben. 1953-ban matematika-fizika-kémia szakos tanári diplomát kapott a Szegedi Tanárképző Főiskola hallgatójaként. 1975-ben a József Attila Tudományegyetemen pedagógia-pszichológia oklevelet kapott.

### Pályafutása
1944-ben az erdélyi nagyszokondi népiskola pedagógusa volt. 1945-ben Budapesten fogságba került, ahonnan megszökött. 1945–1951 között Kunágota-Urbánpusztán tanító volt. 1952–1955 között Nagykamarás-Gádoroson igazgató volt. 1955–1957 között szaktanár és szakfelügyelő volt Gádoroson. 1957–1986 között vezető szaktanácsadó volt Makón, illetve országos tehetségkutató versenyek szervezője volt. 1964-től a matematika tanítást korszerűsítő könyveket adott ki. 1970-től a matematika tantervi reformbizottság elnöke volt. 1986-ban nyugdíjba vonult.

## Munkássága
A rászoruló diákoknak cipőt, meleg ruhát szerzett; elindította a "Gyere velem iskolába!" mozgalmat. Rengeteg szakmai publikációja, 6 népszerű szakkönyve, általános iskolai szakköri füzetei, feladatgyűjteményei jelentek meg, 30-nál több, új tanítási eszköz megalkotása fűződik hozzá. Több matematikai és tehetségkutató versenyt szervezett. "Matematika csillaga" néven díjat alapított gyerekeknek. Tanítványaiból többen matematika tanárok lettek.

## Művei

### Könyvek
- Matematikus szakpróba (1964)
- 2x2 (1971)
- Számtan-mértan feladatgyűjtemény (több kiadás 1970–1977), Budapest, Tankönyvkiadó, 1977, ISBN 963-17-2554-5 (8. kiadás)
- Matematikai mozaik.Szakköri előkészítő 5-6. osztályosoknak az általános iskolai szakosított tantervű osztályok matematikájához, Budapest, Tankönyvkiadó, 1975, ISBN 963-17-0681-8
- Feladatok az úttörő-matematikusok országos vetélkedőin I-II. (1986, 1988)

### Cikkek
- Hogyan készítsünk matematikai játékokat? (cikk, Matematika tanítása, 1966. XII. 14.)

## Díjai
- Beke Manó-emlékdíj (1969)[2]
- Kiváló Tanár (1970)
- Apáczai Csere János-díj (1973)
- Munka Érdemrend ezüst fokozata (1981)
- Gyermekekért Érdemérem (1984)[2]
- Pedagógus Szolgálati Emlékérem (1986)[2]
- Bugát Pál-emlékérem (1991)[2]
- Tehetségekért díj (2001)
- Gyémántdiploma (2004)[3]
- Pro Urbe „Makó Városáért” díj (2006)
- Rátz Tanár Úr-életműdíj (2009)
- Nemzedékek Nevelője-díj (2019)